# Ebenopsis confinis
Ebenopsis confinis är en ärtväxtart som först beskrevs av Paul Carpenter Standley, och fick sitt nu gällande namn av Rupert Charles Barneby och James Walter Grimes. Ebenopsis confinis ingår i släktet Ebenopsis och familjen ärtväxter. Inga underarter finns listade i Catalogue of Life.